# 삼성 갤럭시 메가 2
삼성 갤럭시 메가 2(Samsung GALAXY Mega 2)는 삼성 갤럭시 메가(Samsung GALAXY Mega)의 후속 제품이며, 삼성 갤럭시 Mega의 후속 제품이다. 그것은 2014년 9월에 출시되었다. 그것은 720X1280 화면, 쿼드 코어 1.7 GHz 프로세서, 그리고 800만 화소 카메라를 가지고 있다. 이 전화기는 Android 4.4.4 "KitKat" 소프트웨어를 실행하고 내부 스토리지는 8GB 또는 16GB(사용 가능 5.34GB 또는 12GB)이다. 갤럭시 메가 2는 안드로이드 5.0 "롤리팝" 업데이트를 받았다.

## 운영체제 / 소프트웨어

### 안드로이드4.4 킷켓
안드로이드 4.4 킷캣을 탑재하여 출시했다.

### 안드로이드5.0 롤리팝
이 스마트폰은 메가 시리즈 처음으로 안드로이드 5.0 롤리팝이 탑재됐다

## 같이 보기
- 삼성 갤럭시 메가
- 삼성 갤럭시 S5
- 삼성 갤럭시 노트 3
- 삼성 갤럭시 S5 미니
- 삼성 갤럭시 S6